# Văn An, Lang Phường
Văn An (chữ Hán giản thể: 文安县) là một huyện thuộc địa cấp thị Lang Phường, tỉnh Hà Bắc, Cộng hòa Nhân dân Trung Hoa. Huyện này có diện tích 980 ki-lô-mét vuông, dân số 450.000 người. Mã số bưu chính là 065800. Huyện lỵ đóng tại trấn Văn An. Về mặt hành chính, huyện Văn An được chia thành 11 trấn, 1 hương và 1 hương dân tộc.
- Trấn: Văn An, Đại Liễu Hà, Tân Trấn, Tả Các Trang, Hưng Long Cung, Than Lý, Tô Kiều, Triệu Các Trang, Đại Lưu, Tôn Thị, Sử Các Trang.
- Hương: Đức Quy.
- Hương dân tộc Hồi và Mãn Đại Vi Hà.